# Rojdéstvenka (Astracan)
|  | Per a altres significats, vegeu «Rojdéstvenka». |

Rojdéstvenka (en rus: Рождественка) és un poble de l'óblast d'Astracan, a Rússia, segons el cens del 2010 tenia 5 habitants.